# FaroeJet
FaroeJet – niefunkcjonujące obecnie farerskie linie lotnicze, drugie w historii tego archipelagu po Atlantic Airways.

## Historia
FaroeJet założona została w grudniu 2005 roku przez grupkę farerskich firm i prywatnych przedsiębiorców. Zakupili oni 1 maja 2006, od Turkish Airlines samolot BAe Avro RJ100, wyprodukowany w 1993 roku. Pierwszy lot odbył się 15 maja 2006, jednak już w grudniu 2006 loty zawieszono z powodów finansowych, a 1 stycznia 2007 firma FaroeJet wycofała się z rynku. Samolot został przekazany linii Atlantic Airways.

## Flota i usługi
Samoloty FaroeJet latały na trasie Vágar - Kopenhaga raz dziennie, nie licząc sobót.
Flota składała się z jednego samolotu BAe Avro RJ100:
| Typ            | Numer boczny | Numer seryjny | Data produkcji | Pierwszy lot    | Poprzedni właściciel                       | Następny właściwiel               |
| -------------- | ------------ | ------------- | -------------- | --------------- | ------------------------------------------ | --------------------------------- |
| BAe Avro RJ100 | OY-FJE       | 3234 LN:234   | 1993           | 6 sierpnia 1993 | Turkish Airlines (12.08.1993 - 01.05.2006) | Atlantic Airlines (od 04.04.2007) |